# Endibir
Endibir (aussi orthographié Emdibir, Emdebir, Endeber, Emdeber[réf. souhaitée] et Indibir) est une ville et un woreda du centre-sud de l'Éthiopie située dans la zone Gurage, zone qui se rattachait à la région des nations, nationalités et peuples du Sud jusqu'en août 2023 et fait désormais partie de la région Éthiopie du Centre.
Située vers 2 100 m d'altitude, 33 km au sud-est de Welkite et 95 km au nord d’Hosaena, Endibir compte 6 488 habitants au recensement national de 2007.
Selon le gouvernement local, elle dispose de l'électricité, du téléphone et d'un service postal.
Le développement de ce village en petite ville commence en 1930 lorsqu'une mission franciscaine y est établie, la Missione della Consolata. La famine des années 1984 et 1985 toucha durement l'agglomération. Elle est depuis 2003 le siège épiscopal d'une éparchie de l'Église catholique éthiopienne. [réf. souhaitée]
Longtemps simple chef-lieu du woreda Cheha, Endibir acquiert elle-même le statut de woreda au début des années 2020[à vérifier]. Elle forme maintenant une enclave de 7,3 km2 à l'intérieur de Cheha,.